# Chihiro Amano
Pour les articles homonymes, voir Amano.
Chihiro Amano (天野千尋, Amano Chihiro) est une réalisatrice et scénariste japonaise, née le 30 juillet 1982 au Japon. 

## Biographie
Chihiro Amano est née le 30 juillet 1982. Après 5 ans de travail en entreprise, elle réalise en 2009 son premier film, Sayonara Muffler présenté dans plusieurs festivals. Elle est l'une des rares réalisatrices japonaises.
En 2014, elle réalise Dōshitemo furetakunai, son premier long-métrage commercial basé sur le manga yaoi homonyme de Kō Yoneda.

## Filmographie

### Courts métrages
- 2009 : Sayonara Muffler (さよならマフラー, Sayonara mafurā?), 44 minutes
- 2011 : Snipping Girl (チョッキン堪忍袋, Chokkin kanninbukuro?), 33 minutes
- 2012 : Confessions of Figaro (フィガロの告白, Figaro no kokuhaku?), 22 minutes - sélectionné au Festival international du film de femmes de Séoul[1]
- 2012 : Yuku hito, kuru hito (ゆく人、くる人?), 56 minutes
- 2012 : Koi wa parēdo no yō ni (恋はパレードのように?), 50 minutes
- 2012 : Neverland in Gamagori (ガマゴリ・ネバーアイランド, Gamagori nebāairando?), 35 minutes - sélection au Okinawa International Movie Festival[2],[3]
- 2013 : All Is Vanity (色即是空, Shikisokuzekū?), 22 minutes - sélectionné au Festival international du film fantastique de Yubari[1],[4]

### Longs métrages
- 2009 : Cast the Die (賽ヲナゲロ, Sai onagero?), 66 minutes
- 2014 : Dōshitemo furetakunai (どうしても触れたくない?), 84 minutes

### Films collectifs
- 2014 : Hokago Lost (放課後ロスト, Hokago Rosuto?), segment Little Trip